# Llet Nostra
Llet Nostra (Catalaans voor: “melk van bij ons”), voluit Lllet Nostra Alimentària S.L. is een melkverwerkend bedrijf uit Catalonië. Het werd in 2003 opgericht en heeft administratieve zetel in Barcelona en de productie in de comarca Osona.
Bij de oprichting verenigde Llet Nostra via de deelnemende coöperatieven 215 melkveehouders, die samen goed voor 21% van de Catalaanse melkproductie waren. Al in het jaar van de oprichting kon het zijn producten, vooral lang houdbare melk, in enkele supermarkten plaatsen. Sedert 2018 is het consortium in Catalonië marktleider met een marktaandeel van 14%.
In 2017 maakte melk (volle, halfvolle en ontroomde) 95% van het zakencijfer uit, terwijl het segment melkdesserts en yoghurt, producten met hogere toegevoegde waarde de sterkste groei kende. In 2017 realiseerde het bedrijf een zakencijfer van 20,6 miljoen euro en een volume-equivalent van 28,6 miljoen liter melk.

## Geschiedenis

Een tankwagen van Llet Nostra

In 2003 zegde de Spaanse zuivelgroep Pascual de samenwerking met de Catalaanse coöperatieve genootschappen op. Dat was een heftig probleem, want er was op dat moment geen alternatieve handelspartner. Daarop namen enkele coöperatieven het lot in eigen handen, onder de bezielende leiding van de melkveehouder, politicus en ondernemer Xavier Tubert. In afwachting van de bouw van een eigen zuivelfabriek in Bescanó— een project dat uiteindelijk in 2014 afgevoerd werd – huurde het bedrijf capaciteit bij “La Vigetana” in Vic, een ietwat verouderd bedrijf dat grondig gemoderniseerd werd. Toen in 2017 twee partnerbedrijven (Campllong en Cooperativa de Mollerussa, samen goed voor 40% van het melkvolume) uit het consortium uittraden om van dan af exclusief voor de Valenciaanse distributiegroep Mercadona te produceren was de productie in Vic wegens overcapaciteit niet meer rendabel. Na een samenwerkingsakkoord met de groep Pascual, werd capaciteit in hun zuivelfabriek in Gurb gehuurd. Aanpassingswerken voor ongeveer 2,5 miljoen euro waren nodig, om de toeleveringscircuits van de melkveehouders van beide ondernemingen uit elkaar te houden.